# Cornelius Hermann von Ayrenhoff
Cornelius Hermann von Ayrenhoff (Vienna, 28 maggio 1733 – Vienna, 15 agosto 1819) è stato un drammaturgo austriaco.

## Biografia

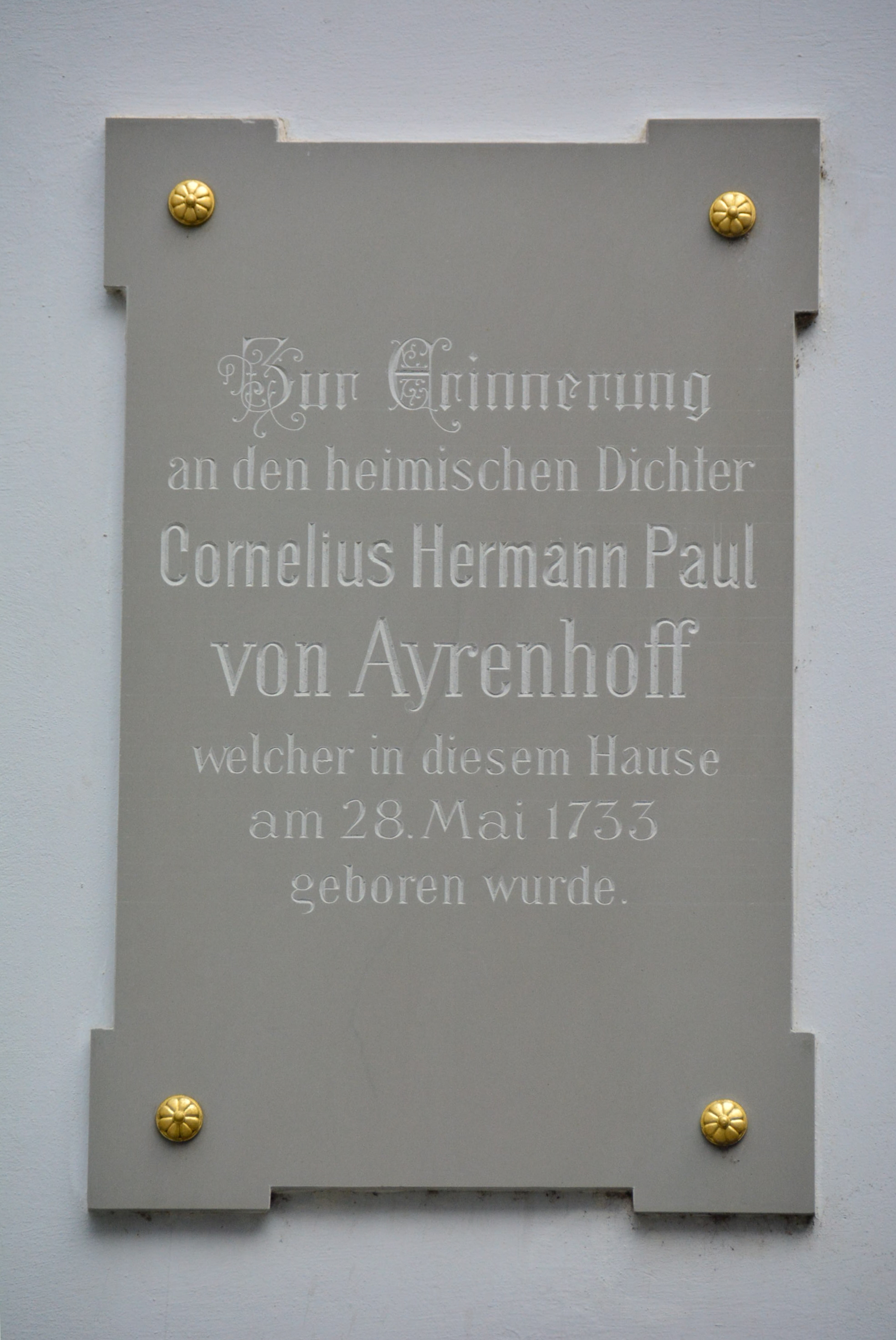
Targa commemorativa a Vienna

Cornelius Hermann von Ayrenhoff frequentò la scuola latina dei gesuiti, divenne guardiamarina nel 1751 e partecipò come ufficiale austriaco alla guerra dei sette anni, in cui fu ferito diverse volte e due volte catturato.
Nel 1803 si ritirò come feldmaresciallo tenente e si dedicò a tempo pieno al teatro, attività in cui esordì già qualche anno prima, nel 1766, con Aurelio o concorso di generosità (Aurelius oder Wettstreit der Großmut).
Fu uno dei più grandi appassionati del classicismo francese, uno degli ultimi fedeli di Gottsched e non condivise l'ammirazione per William Shakespeare e le nuove tendenze del teatro tedesco attuate con la generazione dello Sturm und Drang, per i quali scrisse polemicamente alcune commedie.
Ispirandosi al classicismo francese, scrisse tragedie in versi alessandrini, tra cui Cleopatra e Antonio (Kleopatra und Antonius, 1783), composta come antidoto al poco gradito Shakespeare, e Aurelio ossia la gara della magnanimità (Aurelius oder Der Wettstreit der Grossmut, 1766), in repertorio al Burgtheater di Vienna. Fu anche autore di commedie satiriche, pure d'ispirazione francese ma con felici spunti di colore locale, fra le quali si possono menzionare La donna istruita (Die gelehrte Frau, 1775), ispirata a Molière, satira diretta contro il Götz di Goethe, Il treno postale ovvero la nobile passione (Der Postzug oder die noblen passionen, 1769).

## Opere
- Aurelio o concorso di generosità (Aurelius oder Wettstreit der Großmut, 1766);
- Aurelio ossia la gara della magnanimità (Aurelius oder Der Wettstreit der Grossmut, 1766);
- Il treno postale ovvero la nobile passione (Der Postzug oder die noblen passionen, 1769);
- La donna istruita (Die gelehrte Frau, 1775);
- Cleopatra e Antonio (Kleopatra und Antonius, 1783).